# Miracle en Alaska
Pour plus de détails, voir Fiche technique et Distribution.
Miracle en Alaska ou Le Grand Miracle au Québec (Big Miracle) est un film américano-britannique réalisé par Ken Kwapis, sorti en 2012.
Le scénario, écrit par Jack Amiel et Michael Begler, d'après le livre Freeing the Whales de Thomas Rose, s'inspire de l'Operation Breakthrough (en), en 1988, effort international pour libérer trois baleines grises emprisonnées dans la glace près de Point Barrow, en Alaska.
Dès sa sortie en salles, le film obtient un accueil critique favorable, mais rencontre un échec commercial avec seulement 25,6 millions de dollars de recette au box-office mondial.

## Synopsis
Octobre 1988, à Barrow, une petite ville de l'Alaska. Adam Carlson est un journaliste d'une chaîne de télévision locale. Un jour, alors qu'il tourne un reportage, il remarque que trois baleines grises de Californie sont prises au piège dans les glaces de l'Arctique. La situation est critique, et elles risquent de mourir si elles ne rejoignent pas la mer. Son reportage sur les baleines remporte un vif intérêt aux États-Unis et dans le monde. Ayant vu le reportage, Rachel Kramer, militante de Greenpeace et ancienne petite amie d'Adam, se propose pour venir en aide aux trois mammifères marins.
Devant cet engouement médiatique, Adam et Rachel parviennent à mobiliser plusieurs factions normalement hostiles : les habitants de Barrow, notamment les chasseurs de baleines Iñupiat, la Garde nationale, le patron d'une compagnie pétrolière, des journalistes, le président Reagan et des politiciens divers. Se joignent à eux deux entrepreneurs du Minnesota, qui fournissent un dégivreur afin que le trou ouvert pour les trois baleines ne se referme pas à cause du froid. Cet événement va bouleverser la vie de tous les protagonistes.

## Fiche technique
- Titre original : Big Miracle
- Titre français : Miracle en Alaska
- Titre québécois : Le Grand Miracle
- Réalisation : Ken Kwapis
- Scénario : Michael Begler (en) et Jack Amiel (en), d'après le livre Freeing the Whales de Thomas Rose
- Direction artistique : Scott Meehan
- Décors : Nelson Coates (en) ; James Edward Ferrell Jr. (plateau)
- Costumes : Shay Cunliffe
- Photographie : John Bailey
- Montage : Cara Silverman (en)
- Musique : Cliff Eidelman
- Casting : Mary Gail Artz et Shani Ginsberg
- Production : Tim Bevan, Liza Chasin (en), Eric Fellner, Steve Golin et Michael Sugar ; Stuart M. Besser (en), Paul Green et Emmeline Yang (exécutive)
- Sociétés de production : Anonymous Content et Working Title Films
- Sociétés de distribution : Universal Pictures
- Pays de production :  États-Unis,  Royaume-Uni
- Budget : 40 millions $[1]
- Langue originale : anglais
- Format : couleur – 35 mm et cinéma numérique – 2,35:1 — son SDDS, Datasat et Dolby Digital
- Genre : Drame
- Durée : 107 minutes
- Dates de sortie :
  - États-Unis : 3 février 2012
  - France : 18 avril 2012

## Distribution
- Drew Barrymore (VFB : Esther Aflalo ; VQ : Aline Pinsonneault) : Rachel Kramer
- John Krasinski (VF : Stéphane Pouplard ; VQ : Frédéric Paquet) : Adam Carlson
- Kristen Bell (VFB : Delphine Moriau ; VQ : Catherine Proulx-Lemay) : Jill Gerard
- Vinessa Shaw (VFB : Stéphane Excoffier ; VQ : Viviane Pacal) : Kelly Meyers
- Dermot Mulroney (VFB : Erwin Grünspan ; VQ : Sylvain Hétu) : Colonel Scott Boyer
- Ted Danson (VFB : Philippe Résimont ; VQ : Jean-Luc Montminy) : J. W. McGraw
- Stephen Root (VQ : Pierre Chagnon) : Gouverneur Haskell
- Rob Riggle : Dean Glowacki
- Michael Gaston (VQ : Denis Gravereaux) : Porter Beckford
- Tim Blake Nelson (VFB : Pierre Bodson ; VQ : Alexandre Fortin) : Pat Lafayette
- James LeGros : Karl Hootkin
- Andrew Daly (VQ : Patrick Chouinard) : Don Davis
- Kathy Baker (VQ : Nathalie Coupal) : Ruth McGraw
- Megan Angela Smith : Sheena
- Mark Ivanir : Dimitri
- Jonathan Slavin (en) : Roger Notch
- Ahmaogak Sweeney (VFB : Maxym Anciaux ; VQ : Nicolas Poulin) : Nathan
- Gregory Jbara : Général Stanton
- Tom Clark : Morton Heavey
- John Pingayak : Malik
- Ahmaogak Sweeney : Nathan
- John Chas : Roy
- Ishmael Angalook Hope : Bud
- John Michael Higgins : Wes Handrick

Sources et légendes : Version francophone belge (VFB) sur le carton du doublage en français sur le DVD zone 2 ; Version québécoise (VQ) sur Doublage.qc.ca

## Production

### Tournage
Le film a été tourné en Alaska, aux États-Unis et s'est terminé le 12 juillet 2011.

## Accueil

### Sortie du film et box-office
Miracle en Alaska sort aux États-Unis le 3 février 2012 et bénéficie d'une distribution dans 2 129 salles mais ne parvient qu'à prendre la quatrième place du box-office lors de son premier week-end d'exploitation avec 7 760 205 $, soit une moyenne de 3 645 $ par salles. Le film peine à se maintenir au box-office, connaissant de fortes baisses de fréquentations avant de finir son exploitation deux mois plus tard avec 20 157 300 $ de recettes, ce qui est considéré comme un échec commercial au vu de son coût de production.
À l'international, le film ne trouve pas son public puisqu'il totalise entre 4,6 millions et 5,1 millions de $ de recettes en dehors des États-Unis,. 
Le long-métrage a connu une sortie technique en France, où il a totalise que 5 291 entrées après deux semaines à l'affiche,.

### Réception critique
L'accueil critique de Miracle en Alaska dans les pays anglophones est globalement positif, obtenant un taux d'approbation de 75% d'avis positifs sur le site Rotten Tomatoes, sur la base de cent-six commentaires collectés et une moyenne de 6,2/10. Dans son consensus, le site note que le film « utilise des événements réels comme base pour un drame familial étonnamment satisfaisant ». Le site Metacritic lui donne un score moyen de 61/100 et la mention « avis généralement positifs », pour vingt-huit commentaires collectés.
En France, le film, malgré les quatre critiques collectés par le site Allociné, reçoit un accueil négatif avec une moyenne de 1,8/5.